# Anna Varvers Convent

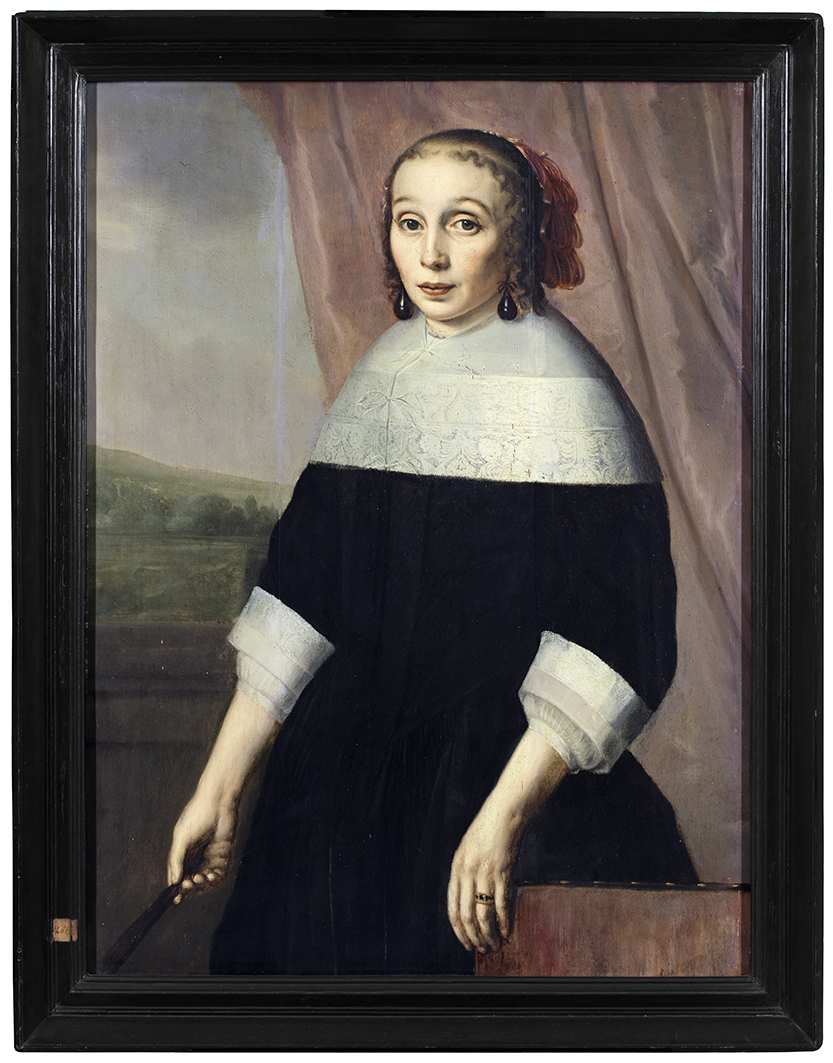
Stichteres Anna Varvers (1578-1637)

Het Anna Varvers Convent of Vrouw Anna Varvers Gasthuis is een voormalig gasthuis in de Nederlandse stad Groningen. Het is een rijksmonument (monumentnr. 18585).
Volgens het opschrift op de stichtingssteen werd het gasthuis in 1632 opgericht aan de Nieuwe Kijk in 't Jatstraat (nr. 12-16) door Anna Varvers (of Varwers), de weduwe van ene Andries Jaspers. Burgemeesters en Raad van Groningen gaven op 30 mei 1635 de fundatiebrief af. Het gasthuis was bedoeld voor voor vijf of zes 'behoeftige en nooddruftige vrouwspersonen'. De Sitter schrijft in 1794 dat sinds 1791 de helft van de acht inwonende vrouwen moest bestaan uit hervormden. Van der Aa schrijft in 1854 dat de helft uit katholieken moest bestaan.
In 1975 verliet de laatste conventuaal het gasthuis. Daarna liet de voogdij het pand restaureren en verkocht ze daarop in 1981. Iets eerder, in 1973, was de voogdij van het gasthuis financieel deelnemer geworden van de Stichting Verenigde Groninger Gasthuizen, die in 1975 het Ripperdahuis en het Gorechthuis bouwde aan de Zaagmuldersweg 104.

## Galerij

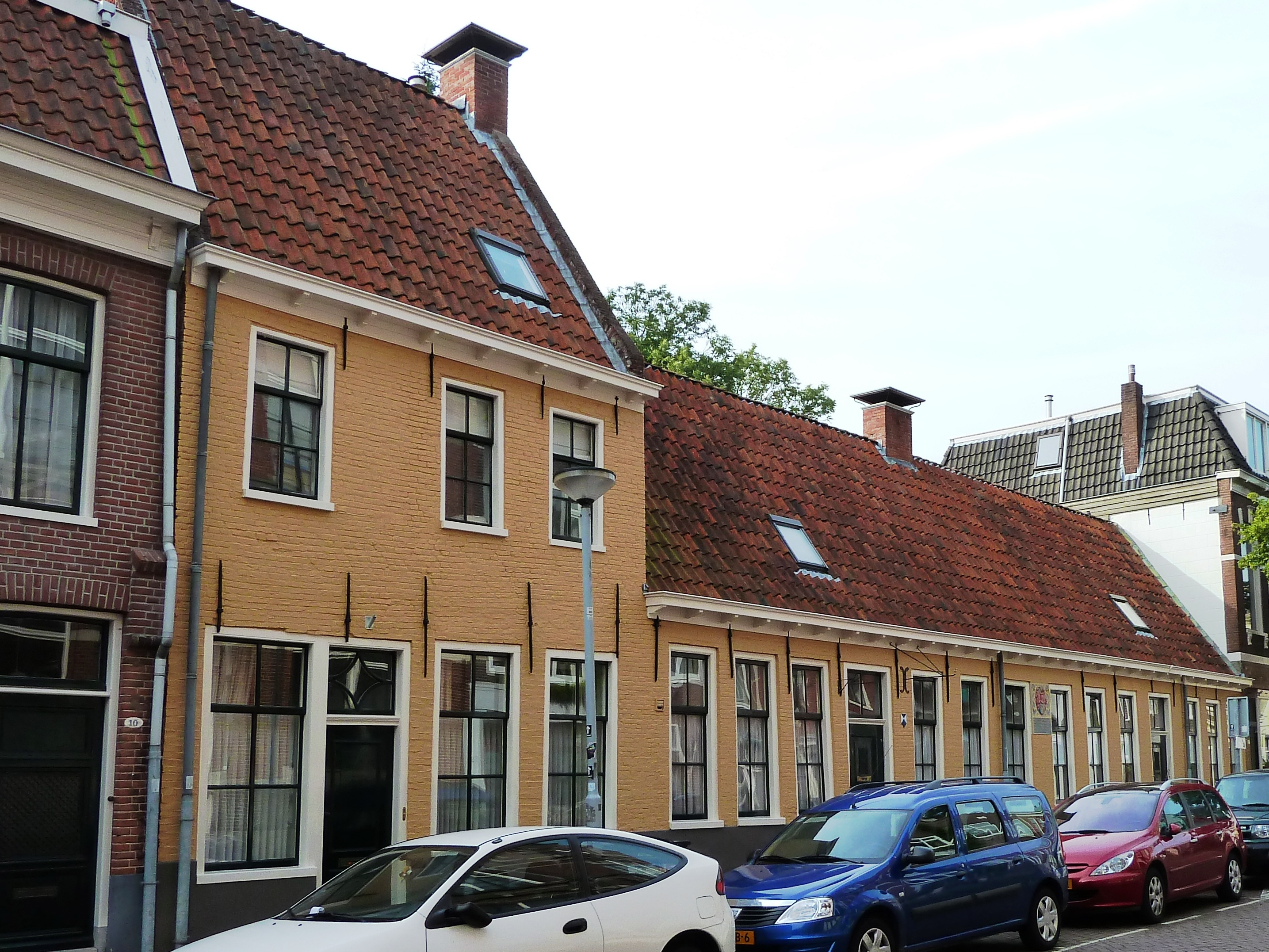
Gebouw van het gasthuis aan de Nieuwe Kijk in 't Jatstraat
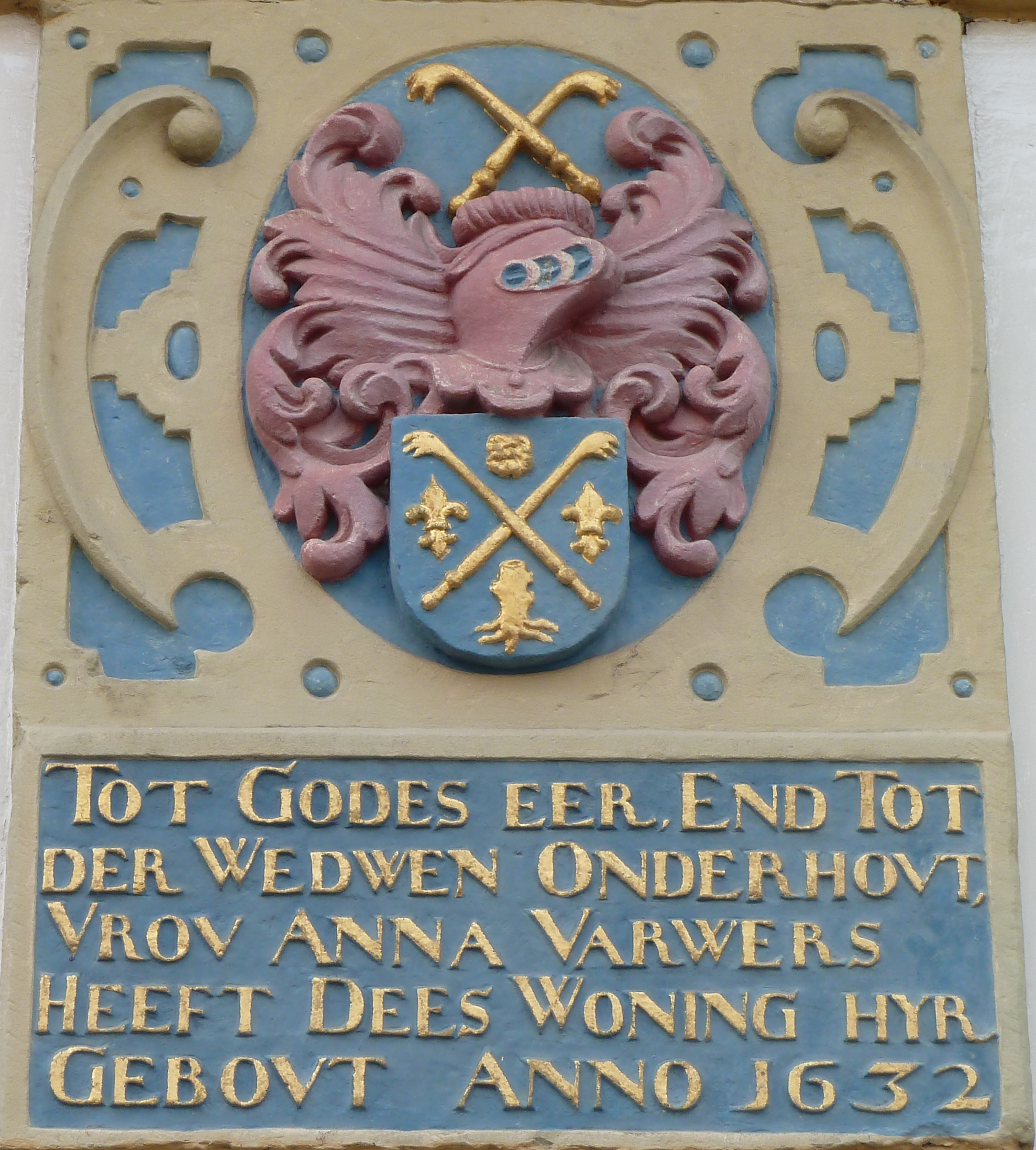
Opschrift over de stichting op het gasthuis